# Paränese
Paränese (von altgriechisch παραίνεσις paraínesis „Rat, Ermahnung“) oder Parainese bezeichnet meist den Charakter, die Funktion oder die Gattung eines Textes als Mahnrede, die in der Regel allgemein gehalten ist, statt konkrete ethische Normen zu formulieren, und mehrere Einzelanweisungen nach rein rhetorischen Gesichtspunkten und ohne besonderes Augenmerk auf innere Logik aneinanderreiht. Ein berühmtes Beispiel findet sich im sog. Epitaphios, der Gefallenenrede des Perikles, wie sie Thukydides in seiner Geschichte des Peloponnesischen Krieges überliefert hat. Seneca und andere Philosophen der Stoa bezeichnen als Paränese eine philosophische Disziplin, welche praktische Konsequenzen aus einer philosophischen Lehre zieht. In der alt- und neutestamentlichen Exegese werden bestimmte mahnende Texteinheiten, etwa Reden des Mose und Paulus, als Paränesen bezeichnet, wobei der Begriff hier oft synonym zu dem der Paraklese verwendet wird. Häufig enthalten Paränesen auch protreptische Elemente.
Ein neuzeitliches Beispiel für die Verwendung des Begriffs findet sich bei Arthur Schopenhauer, der das fünfte Kapitel seiner Aphorismen zur Lebensweisheit mit „Paränesen und Maximen“ betitelte.